# 파리저 광장

브란덴부르크 문과 파리저 광장

파리저 광장(독일어: Pariser Platz 파리저 플라츠[*])은 독일 베를린 중심에 위치한 광장이다. 운터덴린덴 끝 부분에 브란덴부르크 문과 같이 위치하고 있다. 브란덴부르크 문 동쪽에 위치한다. 1814년 프로이센 군대가 파리를 함락하고 나폴레옹을 퇴위시킨 기념으로 파리저라는 이름을 붙이게 되었다. 1814년 전까지 이름은 피어에크(Viereck)였다.